# Liolaemus abaucan
Liolaemus abaucan este o specie de șopârle din genul Liolaemus, familia Tropiduridae, descrisă de Etheridge 1993. Conform Catalogue of Life specia Liolaemus abaucan nu are subspecii cunoscute.